# Rothschild (Familienname)
Rothschild ist der Name, einer Familie mit Ursprung in Frankfurt.

## Herkunft und Bedeutung
Rothschild ist ein alter Hausname. Für weitere Informationen siehe Rothschild (Familie)#Geschichte des Hauses Rothschild.

## Namensträger

### A
- Adelheid von Rothschild (1853–1935), Tochter von Wilhelm Carl von Rothschild
- Adèle von Rothschild (1843–1922; Adele Hannah Charlotte von Rothschild), Tochter von Mayer Carl von Rothschild
- Adolph Carl von Rothschild (1823–1900), deutsch-jüdischer Bankier und Mäzen
- Alain de Rothschild (1910–1982), französischer Bankier und Präsident jüdischer Organisationen
- Albert Salomon Anselm von Rothschild (1844–1911), Vertreter des österreichischen Zweigs der Bankiersfamilie Rothschild
- Alfred de Rothschild (1842–1918), britischer Bankier und Kunstmäzen
- Alice von Rothschild (1847–1922), deutsche Botanikerin und Gartenbauerin
- Alphonse de Rothschild (1827–1905), französischer Bankier
- Alphonse Maier von Rothschild (1878–1942), österreichischer Kunstsammler, Philatelist
- Amschel Mayer von Rothschild (1773–1855), deutscher Bankier
- Amschel Moses Rothschild († 1755), Vorfahre der Rothschildfamilie
- Anselm Salomon von Rothschild (1803–1874), Bankier und Begründer der österreichischen Creditanstalt
- Ariane de Rothschild (* 1965), französische Wirtschaftswissenschaftlerin und Unternehmerin

### B
- Benjamin de Rothschild (1963–2021), französischer Bankier
- Bruce Lee Rothschild (* 1941), US-amerikanischer Mathematiker
- Bruno Rothschild (1900–1932), deutscher katholischer Priester, jüdischer Konvertit
- Béatrice de Rothschild (1864–1934), französische Kunstsammlerin und Mäzenin

### C
- Carl Mayer von Rothschild (1788–1855), deutscher Bankier
- Charles Rothschild (1877–1923), britischer Bankier, Entomologe und Naturschützer
- Charlotte de Rothschild (1825–1899), französische Malerin

### D
- David Lionel de Rothschild (* 1955), britischer Autor und Photograph
- David Mayer de Rothschild (* 1978), britischer Abenteurer und Ökologe
- David René de Rothschild (* 1942), französischer Bankier, Kopf der Rothschild Gruppe
- Dorothy de Rothschild (1895–1988), englische Philanthropin und Zionistin

### E
- Ebo Rothschild (1902–1977), deutscher Rechtsanwalt, Verfolgter des Naziregime
- Edmond de Rothschild (1845–1934), französischer Zionist, Philanthrop, Mäzen und Sammler
- Edmond Adolphe de Rothschild (1926–1997), französischer Bankier und Investor
- Édouard de Rothschild (* 1957), französischer Geschäftsmann und Springreiter
- Édouard Alphonse James de Rothschild (1868–1949), französischer Bankier
- Eli Rothschild (1909–1998), deutsch-israelischer Historiker
- Élie de Rothschild (1917–2007), französischer Bankier, Winzer und Kunstsammler
- Éric de Rothschild (* 1940), französischer Bankier und Weingutleiter
- Emma Rothschild (* 1948), britische Wirtschaftshistorikerin
- Eugène Daniel von Rothschild (1884–1976), Mitglied des Wiener Zweiges der Bankiersfamilie Rothschild
- Evelyn de Rothschild (1931–2022), britischer Bankier

### F
- Friedrich Salomon Rothschild (1899–1995), deutsch-jüdischer Neurologe und Psychoanalytiker

### G
- Gustave de Rothschild (1829–1911), französischer Bankier und Künstsammler
- Gutle Rothschild (1753–1849), Ehefrau des Gründers des Bankhauses Rothschild Mayer Amschel Rothschild
- Guy de Rothschild (1909–2007), französischer Bankier, Industrieller, Autor und im Pferdesport engagiert

### H
- Hannah Luise von Rothschild (1850–1892), Mitglied der Rothschild-Familie
- Hannah Mary Rothschild (* 1962), britische Autorin und Filmproduzentin

### I
- Ina Rothschild (Wilhelmine Herzfeld; 1902–1985), letzte Hausmutter des israelitischen Waisenheims in Esslingen; Überlebende des Ghettos Theresienstadt

### J
- Jacob Rothschild, 4. Baron Rothschild (1936–2024), britischer Investmentbanker
- Jacqueline Rebecca Louise de Rothschild (1911–2012), US-amerikanische Schachspielerin und Künstlerin, siehe Jacqueline Piatigorsky
- Jakob Rothschild (1792–1868), Bankier
- James Armand de Rothschild (1878–1957), britischer liberaler Politiker und Philanthrop
- Jeanne de Rothschild (1874–1929), französische Unternehmerin

### K
- Klára Rothschild (1903–1976), ungarische Modedesignerin
- Kurt W. Rothschild (1914–2010), österreichischer Wirtschaftswissenschaftler

### L
- Leopold David de Rothschild (1927–2012), britischer Bankier
- Linda Rothschild (* 1945), US-amerikanische Mathematikerin
- Lionel de Rothschild (1808–1879), britischer Bankier und Politiker
- Lionel Nathan de Rothschild (1882–1942), britischer Bankier und Politiker
- Lothar Rothschild (1909–1974), schweizerischer religiös-liberaler Rabbiner
- Louis Nathaniel von Rothschild (1882–1955), letzter bedeutender Vertreter des Wiener Zweigs der Bankiersfamilie
- Louise von Rothschild (1820–1894), Mitglied der Rothschild-Familie
- Lynn Forester de Rothschild (* 1954), britisch-amerikanische Unternehmerin und Mäzenin

### M
- Marie-Anne von Goldschmidt-Rothschild (1892–1973), deutsche Kunstsammlerin, Malerin, Schriftstellerin
- Markus Rothschild (* 1962), deutscher Rechtsmediziner
- Mathilde von Rothschild (1832–1924), deutsche Mäzenin
- Maurice de Rothschild (1881–1957), französischer Bankier, Mäzen und Politiker
- Maximilian von Goldschmidt-Rothschild (1843–1940), deutscher Bankier, Kunstmäzen und Kunstsammler
- Mayer Amschel Rothschild (1744–1812), deutscher Bankier und Gründer des Hauses Rothschild
- Mayer Carl von Rothschild (1820–1886), deutscher Bankier, baute in Hüttenfeld im Jahr 1853 das Schloss Rennhof
- Miguel Rothschild (* 1963), argentinischer Künstler, der heute in Berlin lebt und arbeitet
- Mike Rothschild (1927–1997), US-amerikanischer Autorennfahrer
- Miriam Rothschild (1908–2005), britische Biologin, Meeresbiologin und Zoologin
- Moses Kalman Rothschild († 1735) Vater von Amschel Moses Rothschild

### N
- Nadine de Rothschild (* 1932), französische Autorin und Eigentümerin von Weingütern sowie einer Hotelkette
- Nathan Rothschild, 1. Baron Rothschild (1840–1915), britischer Bankier und Politiker, Mitglied des House of Commons
- Nathan Mayer Rothschild (Bankier) (1777–1836), deutsch-britischer Bankier
- Nathaniel Meyer von Rothschild (1836–1905), österreichischer Bankier und Kunstsammler
- Nathaniel de Rothschild (1812–1870), Bankier
- Nathaniel Rothschild, 5. Baron Rothschild (* 1971), kanadisch-montenegrinischer Investmentbanker

### O
- Oscar Rothschild (1852–1914), deutscher Bankier

### P
- Pauline Fairfax-Potter, Baroness de Rothschild (1908–1976), US-amerikanische Modeikone, Designerin und Schriftstellerin
- Philippe de Rothschild (1902–1988), französischer Unternehmer, Automobilrennfahrer und Pionier des französischen Weinbaus
- Philippine de Rothschild-Sereys (1933–2014), französische Schauspielerin und Weingutbesitzerin
- Pierre Rothschild (* 1952), Schweizer Journalist und Medienunternehmer

### R
- Rózsika Rothschild (1870–1940), österreichisch-ungarische Tennisspielerin

### S
- Salomon Rothschild (1774–1855), österreichischer Unternehmer und Bankier
- Samson Rothschild (1848–1939), deutscher Lehrer und Historiker

### T
- Theodor Rothschild (1876/79–1944), deutscher Publizist und Reformpädagoge
- Thomas Rothschild (* 1942), britisch-österreichischer Literaturwissenschaftler, Hochschullehrer, Publizist und Journalist

### V
- Victor Rothschild, 3. Baron Rothschild (1910–1990), britischer Zoologe, Bankier, Geheimdienstmitarbeiter und politischer Berater

### W
- Walter Rothschild, 2. Baron Rothschild (1868–1937), britischer Bankier und Zoologe
- Walter Rothschild (* 1954), britischer Rabbiner und Autor
- Walther Rothschild (1879–1957), deutscher Verleger
- Wilhelm Carl von Rothschild (1828–1901), deutscher Bankier und Mäzen

### Z
- Zoé Lucie Betty de Rothschild (1863–1916), französische Kunstmalerin